# Laxfirth (Tingwall)

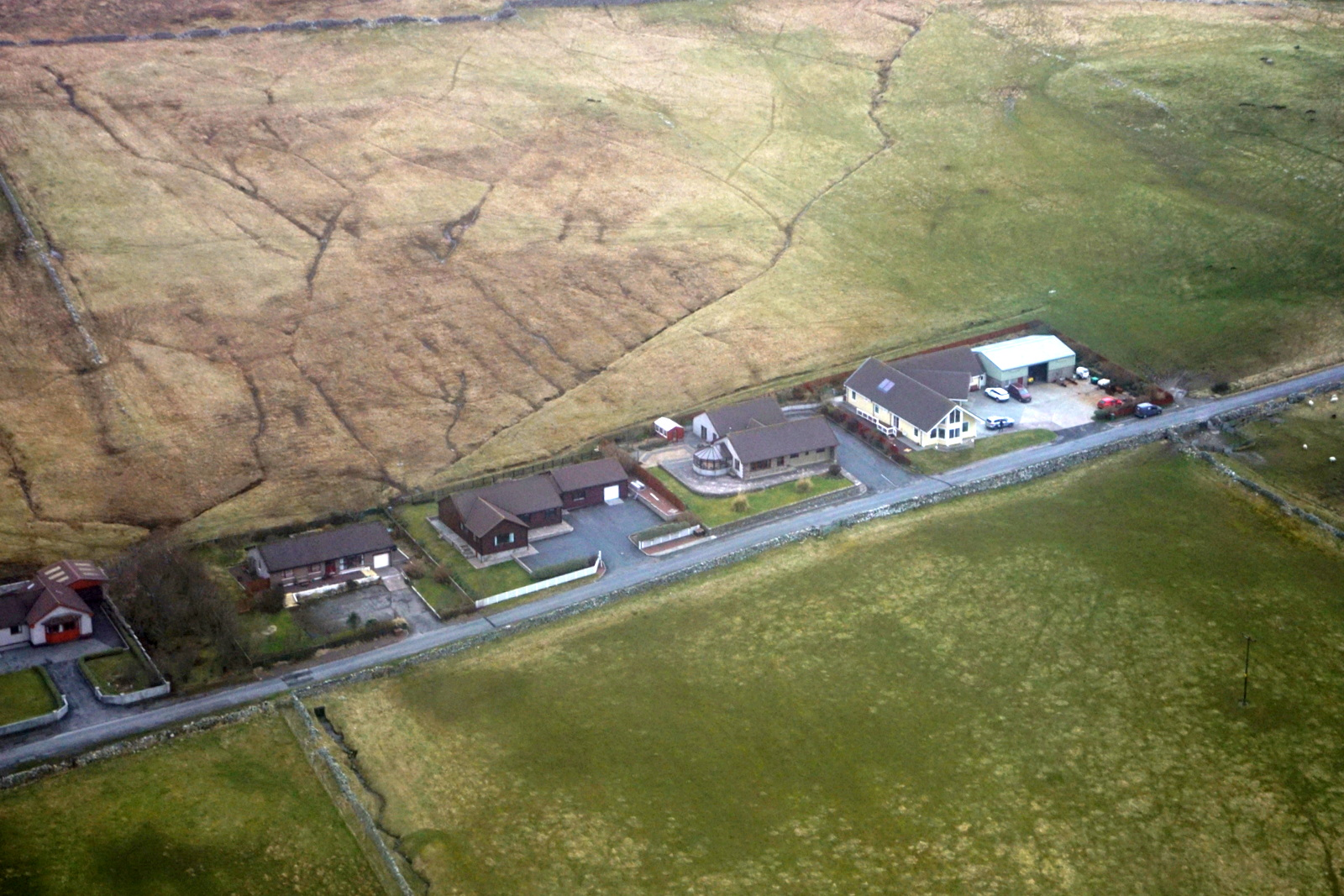
Laxfirth aus der Luft

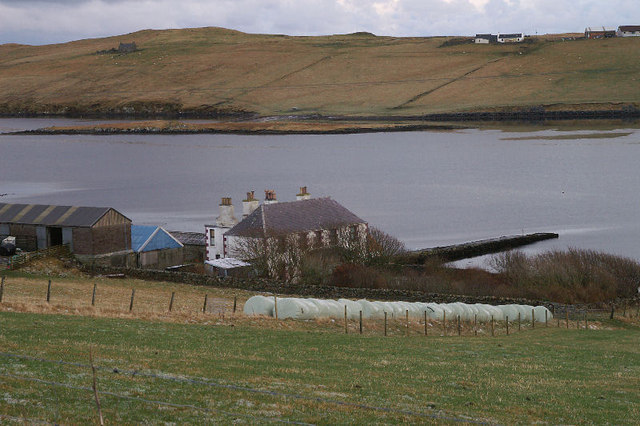
Das Laxfirth House an der Bucht

Laxfirth ist eine kleine Ortschaft, die im Süden der zu Schottland zählenden Shetlands liegt.

## Geographie
Laxfirth liegt im Osten von Mainland am südwestlichen Ende der Meeresbucht Lax Firth. Überragt wird der Ort vom 97 Meter hohen Ward of Laxfirth im Norden. Die nächste Ortschaft ist Gott, 400 Meter im Süden. Lerwick liegt 6,5 Kilometer entfernt im Südosten.

## Historisches
Im Rahmen der historischen Gliederung Schottlands in Civil Parishes zählt Laxfirth zu Tingwall. Das, am Ufer der Bucht, gelegene Laxfirth House ist 2000 als Listed Building der Kategorie C eingestuft worden.